# This Unruly Mess I’ve Made
This Unruly Mess I’ve Made ist nach The Heist (2012) das zweite Studioalbum des US-amerikanischen Hip-Hop-Duos Macklemore & Ryan Lewis, welches am 26. Februar 2016 in den USA von dem Label Macklemore LLC veröffentlicht wurde. Zuvor, am 15. Januar 2016, wurde auf Macklemores Instagram-Profil der Name und das Cover-Art des Albums publiziert und ein Promotion-Trailer auf YouTube veröffentlicht.

## Hintergrund
Das Duo nahm sich lange Zeit für die Produktion, für die sie in einer Berghütte ein Studio eingerichtet haben um aus dem Trubel der Großstadt zu entfliehen. In der Zwischenzeit kam Macklemores erstes Kind zur Welt, genauso hatte er einen Rückfall in die Drogensucht wieder überwunden.

## Songs
Die erste Single zu ihrem zweiten Album, Growing Up, veröffentlichten Macklemore und Ryan Lewis am 5. August 2015 und stellten sie zum kostenlosen Download bereit. Macklemore schrieb einen Brief an die Fans, in dem er die privaten Geschehnisse der letzten Jahre thematisiert und stellte diesen auf eine eigens eingerichtete Website für den Song. In dem Song redet Macklemore über seine Tochter und Ed Sheeran trat als Gastmusiker auf.
Im August 2015 veröffentlichten Macklemore & Ryan Lewis die Single Downtown zusammen mit einem Musikvideo. Damit traten sie auch bei den MTV Video Music Awards auf. Bei den American Music Awards im November 2015 präsentierte Macklemore dann zusammen mit Leon Bridges den Song Kevin, ein sehr emotionales Lied über einen seiner Freunde, der 2010 an einer Überdosis OxyContin verstarb. Macklemore kritisiert dabei die Pharmaindustrie und die Ärzte für ihren falschen Umgang mit dem Verschreiben von Rezepten und die reine Geldgier der Konzerne. Im Januar 2016 wurde das neue Album offiziell mit einem Video angekündigt, in dem die Produktion und die Inspirationen des Albums beschrieben werden. Kurz danach wurde die Single White Privilege II veröffentlicht. Der Song wurde zusammen mit einigen schwarzen Bürgerrechtlern und Musikern produziert, u. a. Jamila Woods. In dem 9-minütigen Werk beschreibt Macklemore seine Rolle in der Hip-Hop-Szene, kritisiert das weiße Amerika für den falschen Umgang mit den Ereignissen in Ferguson 2014 und die Polizei. Dabei redet er auch über die Teilnahme an einer Black-Lives-Matter-Veranstaltung in Seattle. Er richtet sich auch an Fans, die ihn nur wegen des Erfolgs lieben und die Intentionen hinter vielen seiner Songs nicht verstehen. Er kritisiert sich aber auch selbst für seinen Umgang mit den Ereignissen und seiner Rolle in der Hip-Hop-Szene. Einen Tag vor dem Release des Albums wurde das Musikvideo zu Kevin veröffentlicht.
In Australien wurde die zweite Single Dance Off am 25. Februar 2016 released, in welcher Idris Elba und Anderson .Paak als Gastsänger zu hören sind. Das Musikvideo zu der Single wurde am 17. Mai 2016 veröffentlicht.

## Titelliste
| #   | Titel                                                                     | Songschreiber | Produzent            | Länge |
| --- | ------------------------------------------------------------------------- | --- | -------------------- | ----- |
| 1.  | Light Tunnels (featuring Mike Slap)                                       | Ben Haggerty, Ryan Lewis, Michael „Mike Slap“ Slavtcheff, Josh Rawlings, Andrew Joslyn, Elan Wright, Joshua Karp                                                           | Lewis                | 6:37  |

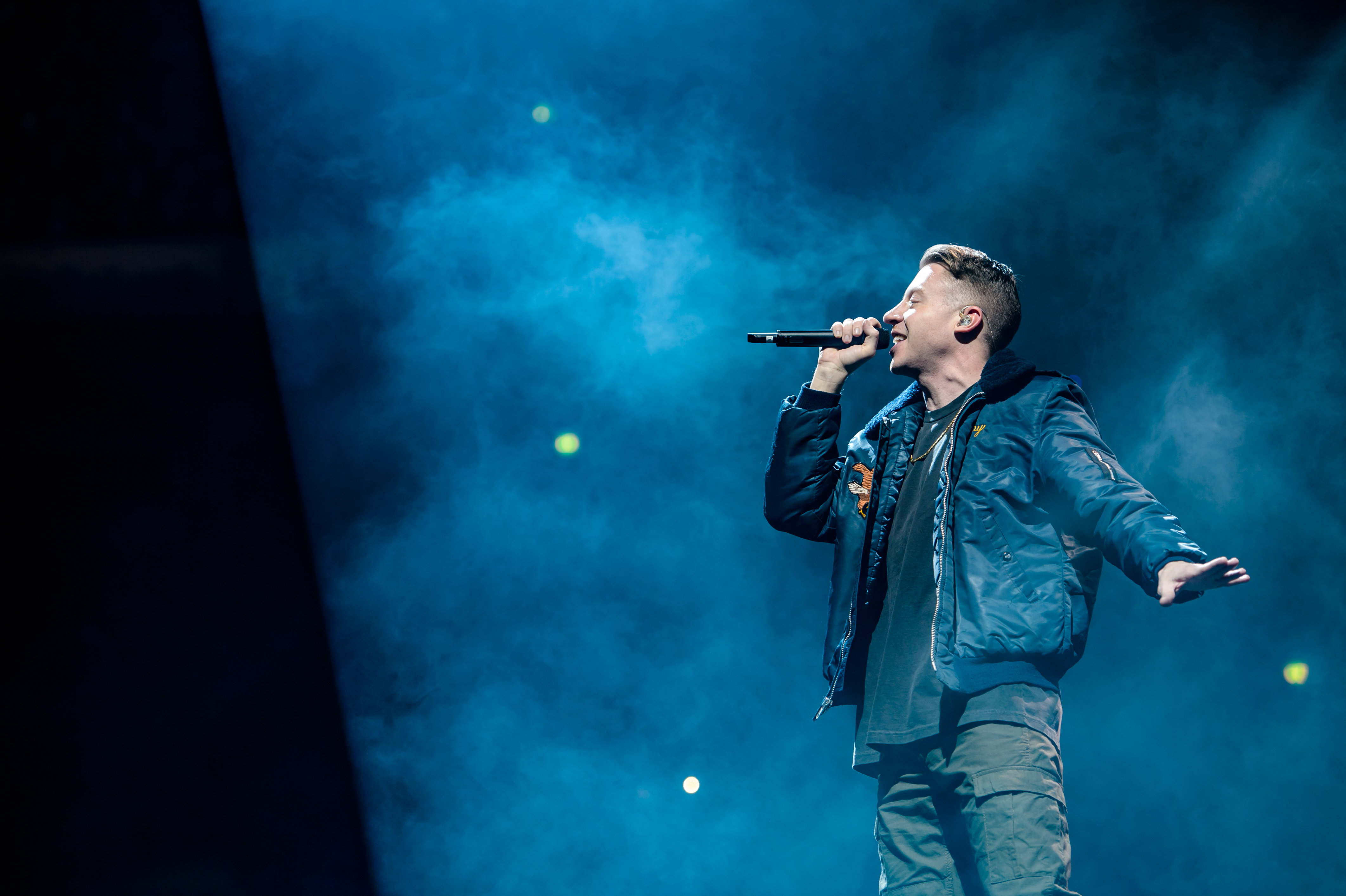
Macklemore während eines Auftritts der Deutschland-Tournee von This Unruly Mess I’ve Made in Düsseldorf (2016)

| 2.  | Downtown (featuring Eric Nally, Melle Mel, Kool Moe Dee, Grandmaster Caz) | Haggerty, Lewis, Eric Nally, Melvin Glover, Mohandes Dewese, Curtis Fisher, Karp, Rawlings, Jacob Dutton, Evan Flory-Barnes, Tim Haggerty, Darian Asplund                  | Lewis                | 4:52  |
| 3.  | Brad Pitt’s Cousin (featuring XP)                                         | Haggerty, Lewis, Tyler „XP“ Andrews, Rawlings | Lewis                | 3:11  |
| 4.  | Buckshot (featuring KRS-One und DJ Premier)                               | Haggerty, Lewis, Lawrence Parker, Christopher Martin, Rawlings, Cab Calloway, Buster Harding, Jack Palmer                                                                  | Lewis                | 3:33  |
| 5.  | Growing Up (Sloane’s Song) (featuring Ed Sheeran)                         | Haggerty, Lewis, Ed Sheeran, Karp, Owuor Arunga, Rawlings | Lewis                | 5:05  |
| 6.  | Kevin (featuring Leon Bridges)                                            | Haggerty, Lewis, Todd Bridges, Karp, Rawlings, Joslyn, Andrews | Lewis                | 4:40  |
| 7.  | St. Ides                                                                  | Haggerty, Lewis, Karp, Rawlings | Lewis                | 3:39  |
| 8.  | Need to Know (featuring Chance the Rapper)                                | Haggerty, Lewis, Chancelor Bennett, Calvin Price, Carl „Cardiak“ McCormick                                                                                                 | Lewis                | 3:52  |
| 9.  | Dance Off (featuring Idris Elba und Anderson .Paak)                       | Haggerty, Lewis, Idris Elba, Brandon Anderson, Karp, Josh Dobson, Sam Wishkoski, Andrews                                                                                   | Lewis, Karp          | 3:49  |
| 10. | Let’s Eat (featuring XP)                                                  | Haggerty, Lewis, Andrews, Rawlings | Lewis                | 2:55  |
| 11. | Bolo Tie (featuring YG)                                                   | Haggerty, Lewis, Keenon Jackson, Stu Phillips, Bob Stone | Lewis                | 3:37  |
| 12. | The Train (featuring Carla Morrison)                                      | Haggerty, Lewis, Carla Morrison, Rawlings, Karp, Andrews | Lewis, Karp          | 3:07  |
| 13. | White Privilege II (featuring Jamila Woods)                               | Haggerty, Lewis, Jamila Woods, Hollis Wong-Wear, Ahamefule „Oboohoo“ Oluo, Karp, Flory-Barnes, Rawlings, Asplund, D'Vonne Lewis, Andrews, Larry Griffin Jr., Glen Reynolds | Lewis, Oboohoo, Karp | 8:42  |

## Bonustitel
| #   | Titel                          | Länge |
| --- | ------------------------------ | ----- |
| 14. | The Shades                     | 3:44  |
| 15. | Spoons (featuring Ryan Bedard) | 3:48  |

## Kritiken
| Professionelle Bewertungen | Professionelle Bewertungen |
| -------------------------- | -------------------------- |
| Kritiken                   |                            |
| Quelle                     | Bewertung                  |
| Allmusic                   | [ 6 ]                      |
| Rolling Stone              | [ 7 ]                      |
| Zumic                      | [ 8 ]                      |

Das Album empfing seitens von Musikkritikern gemischte Bewertungen. Auf Metacritic erhielt das Album mit 17 Kritiken einen Rating-Score von 59/100.
Intro lässt zusammenfassend verlauten:

„Macklemore und Produzent Ryan Lewis laden sich das Studio mit Gästen voll und liefern weiterhin perfekte Unterhaltung […].“

## Kommerzieller Erfolg

### Chartplatzierungen
This Unruly Mess I’ve Made wurde in der ersten Woche nach seiner Veröffentlichung 51.000 Mal in den USA verkauft und war zu diesem Zeitpunkt auf Platz 4 der Billboard 200. In der Albumsparte der R&B&/Hip-Hop von Billboard befand es sich damalig auf Platz 1. In der zweiten Woche nach der Veröffentlichung fiel das Album auf Platz 31 der Billboard 200. 
Obwohl es in einigen Ländern höhere Platzierungen erreichte als das Vorgängeralbum, blieb es deutlich hinter dem früheren Erfolg zurück. Mit Downtown enthielt es auch nur einen Charthit, der es in den meisten Ländern nicht in die Top 10 schaffte und nur in Australien, wo sie zuvor schon besonders erfolgreich gewesen waren, erreichten sie Platz 1.
| ChartsChartplatzierungen       | Höchstplatzierung | Wochen |
| ------------------------------ | ----------------- | ------ |
| Deutschland (GfK)              | 4 (7 Wo.)         | 7      |
| Österreich (Ö3)                | 4 (8 Wo.)         | 8      |
| Schweiz (IFPI)                 | 3 (8 Wo.)         | 8      |
| Vereinigte Staaten (Billboard) | 4 (7 Wo.)         | 7      |
| Vereinigtes Königreich (OCC)   | 16 (4 Wo.)        | 4      |

### Auszeichnungen für Musikverkäufe
| Land/Region       | Auszeichnungen für Musikverkäufe (Land/Region, Auszeichnung, Verkäufe) | Verkäufe |
| ----------------- | ---------------------------------------------------------------------- | -------- |
| Neuseeland (RMNZ) | Platin                                                                 | 15.000   |
| Insgesamt         | 1× Platin ·                                                            | 15.000   |

Hauptartikel: Macklemore & Ryan Lewis/Auszeichnungen für Musikverkäufe